# Байка (Нерчинсько-Заводський район)
Ба́йка (рос. Байка) — село у складі Нерчинсько-Заводського району Забайкальського краю, Росія. Входить до складу Івановського сільського поселення.

## Населення
Населення — 286 осіб (2010; 365 у 2002).
Національний склад (станом на 2002 рік):
- росіяни — 100 %